# كارل آدامز
كارل آدامز (بالإنجليزية: Karl Adams)‏ هو لاعب كرة قاعدة أمريكي، ولد في 11 أغسطس 1891 في كولومبوس في الولايات المتحدة، وتوفي في 17 سبتمبر 1967 في إيفرت في الولايات المتحدة.

## وصلات خارجية
- كارل آدامز على موقعبيزبول رفرنس.كوم (الدوري الرئيسي) (الإنجليزية)
- كارل آدامز على موقعبيزبول رفرنس.كوم (الدوري الثانوي) (الإنجليزية)
- كارل آدامز على موقع مشجعي الرسوم البيانية (الإنجليزية)